# Zimbabwe Football Association
Die Zimbabwe Football Association (ZIFA; deutsch etwa Simbabwischer Fußball-Verband) ist das höchste Fußball-Organ in Simbabwe.
Der Verband wurde 1965 gegründet und trat im selben Jahr als Mitglied der FIFA bei. Mitglied des afrikanischen Fußballverbandes wurde der Verband 1980.
Die ZIFA organisiert die nationalen Ligen:
- Zimbabwe Premier Soccer League – 1. Liga mit 16 Vereinen
- Zimbabwe Second Soccer League – 2. Liga mit 16 Vereinen

Zudem findet alljährlich der Simbabwische Fußballpokal Cup of Zimbabwe vom Verband organisiert statt.